# Fernando de Rojas
Pour les articles homonymes, voir Rojas.
Fernando de Rojas (né v. 1465 à La Puebla de Montalbán, Tolède, et mort entre le 3 et le 8 avril 1541 à Talavera de la Reina, Tolède) est un écrivain et dramaturge espagnol de la fin du Moyen Âge, principalement connu pour être l'auteur de La Célestine.

## Biographie
On ne sait que très peu de choses de sa vie. Ses parents appartenaient à une famille juive convertie. Il fut gouverneur de Tolède, mais auparavant il fit des études de droit à Salamanque.

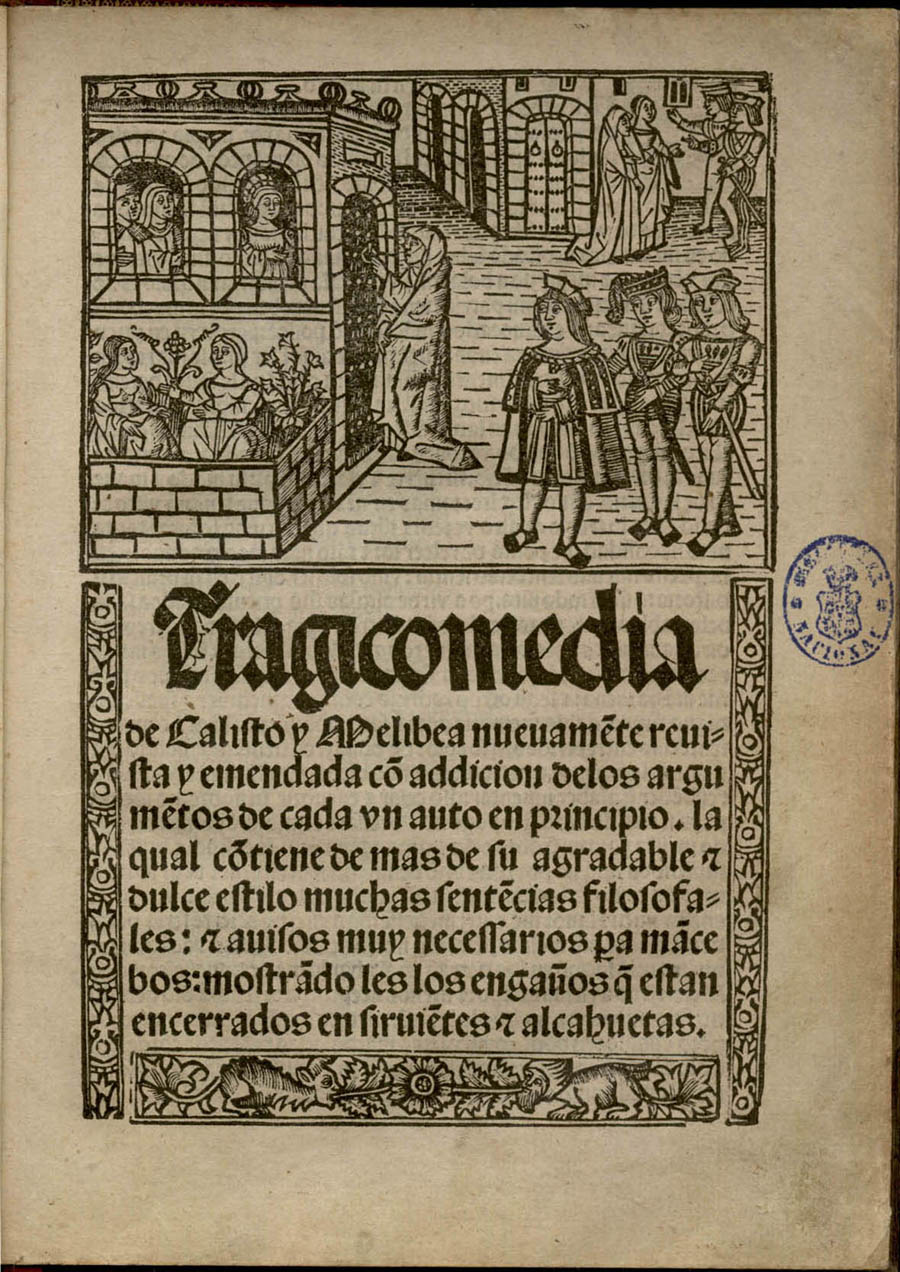
La Célestine.

Rojas est surtout connu comme auteur de La Célestine (La Celestina, o tragicomedia de Calisto y Melibea). Cette œuvre est, après Don Quichotte, le livre espagnol le plus universellement diffusé et célébré. La première édition connue a été imprimée à Burgos en 1499, la deuxième à Tolède en 1500 (conservée à la Fondation Martin Bodmer à Cologny/Genève).
Parmi de nombreuses éditions contemporaines, on note, dans le domaine de la bibliophilie, celle éditée par Les Bibliophiles de France, avec des lithographies en couleurs de Maurice Lalau.